# Superliga femenina de fútbol de Venezuela 2017
La temporada 2017 de la Superliga Femenina de Fútbol de Venezuela fue la 1.ª edición de dicho torneo. 
El equipo campeón jugará con el último campeón del torneo amateur (Torneo Nacional Femenino, gestionado por la Comisión de Fútbol Femenino), Flor de Patria, para determinar el club que clasifica a la Copa Libertadores Femenina 2018.

## Modalidad
El campeonato se jugará en dos torneosː Apertura y Clausura. Los clubes estarán divididos en dos grupos de 7 equipos, quienes jugarán el formato todos contra todos a dos ruedas. Los dos primeros equipos de cada grupo clasificarán a las semifinales para disputar el título del torneo corto.
Los campeones de ambos torneos (Apertura y Clausura) se enfrentan en una final, a partidos de ida y vuelta para definir al campeón, y la estrella de la temporada.

## Equipos
Los 14 equipos participantes en la temporada inaugural 2017 de la Superliga Femenina Fútbol son los siguientes:
| Equipo                     | Ciudad         | Estadio                                |
| -------------------------- | -------------- | -------------------------------------- |
| Atlético Venezuela         | Caracas        | Cancha Fuerte Tiuna                    |
| Carabobo FC                | Valencia       | Polideportivo Misael Delgado           |
| Caracas FC                 | Caracas        | Cocodrilos Sport Park                  |
| Caucheros Fútbol Club      | Mérida         | Guillermo Soto Rosa                    |
| Deportivo Anzoátegui SC    | Puerto La Cruz | José Antonio Anzoátegui                |
| Deportivo La Guaira        | Los Teques     | Polideportivo El Paso "Arnaldo Arocha" |
| Deportivo Táchira          | San Cristóbal  | Cancha Alterna Pueblo Nuevo            |
| Estudiantes de Caracas     | Caracas        | Cancha Universidad Metropolitana       |
| Estudiantes de Guárico     | Calabozo       | Alfredo Simonpetri                     |
| Flor de Patria Fútbol Club | Valera         | José Alberto Pérez                     |
| Lala FC                    | Ciudad Guayana | Complejo Deportivo LALA                |
| Seca SC                    | Naguanagua     | Naguanagua Sportpark                   |
| Zamora FC                  | Barinas        | Reinaldo Melo                          |
| Zulia FC                   | Maracaibo      | Cancha La Victoria                     |

### Personal e indumentaria
| Equipo                     | Capitana          | Director Técnico | Marca Deportiva | Patrocinador                       |
| -------------------------- | ----------------- | ---------------- | --------------- | ---------------------------------- |
| Atlético Venezuela         | Yeini Rosal       | Ayrton Marques   | Adidas          | FERRYJET                           |
| Carabobo FC                | Eliana Hernández  | Gustavo Ríos     | Adidas          | No tiene                           |
| Caracas FC                 |                   | Gimino Tropiano  | Adidas          | Maltín Polar                       |
| Caucheros Fútbol Club      | Yunelis González  | Laury Márquez    |                 | Gobierno Bolivariano de Mérida     |
| Deportivo Anzoátegui SC    |                   | Miguel Gamardo   | Sport Jugados   | Gobierno Bolivariano de Anzoategui |
| Deportivo La Guaira        | Erilyn Hernández  | Edward Agustín   | Adidas          | Traki                              |
| Deportivo Táchira          | Sandra Luzardo    | Ana Capacho      | Adidas          | SIMMONDS EQUIPEMENTS               |
| Estudiantes de Caracas     | Gloralys Díaz     | Mónica Giraldo   |                 | Seguros La Vitalicia               |
| Estudiantes de Guárico     | Paola Villamizar, | Omar Ramírez     |                 | Traki                              |
| Flor de Patria Fútbol Club | Petra Cabrera     | Robert Márquez   | Kuikak Sports   | Cafe Flor de Patria                |
| Lala FC                    | Stephany Plaza    | Everaldo Peña    |                 | Fundación LALA                     |
| Seca SC                    |                   | Manuel Sumoza    |                 | Seca Sports                        |
| Zamora FC                  | Naylé Quintero    | Yllenis Pérez    | Uhlsport        | PDVSA                              |
| Zulia FC                   | Michelle Romero   | Liria Ferrer     | Uhlsport        | PDVSA                              |

## Apertura

### Grupo Occidental
|   | Equipo            | JJ | JG | JE | JP | GF | GC | DG  | PTS |
| - | ----------------- | -- | -- | -- | -- | -- | -- | --- | --- |
| 1 | Flor de Patria FC | 12 | 9  | 3  | 0  | 31 | 08 | +23 | 30  |
| 2 | Deportivo Táchira | 12 | 7  | 2  | 3  | 24 | 16 | +8  | 23  |
| 3 | Caucheros FC      | 12 | 5  | 3  | 4  | 17 | 13 | +4  | 18  |
| 4 | Zamora FC         | 12 | 5  | 1  | 6  | 16 | 22 | -6  | 16  |
| 5 | Carabobo FC       | 12 | 4  | 1  | 7  | 19 | 21 | -2  | 13  |
| 6 | Zulia FC          | 12 | 3  | 2  | 7  | 19 | 34 | -15 | 11  |
| 7 | Seca SC           | 12 | 1  | 4  | 7  | 12 | 24 | -12 | 07  |

#### Resultados
- Los horarios corresponden a la hora local de Venezuela (UTC-4)

Calendario sujeto a cambios
| Zulia FC            | 4-2                 | Secasports          | Cancha La Victoria      | 7 de mayo           | 10:00                | Sin trasmisión |
| Deportivo Táchira   | 1-1                 | Flor de Patria      | Alterna de Pueblo Nuevo | 7 de mayo           | 13:00                | Sin trasmisión |
| Zamora FC           | 5-4                 | Carabobo FC         | Fuerte Tavacare         | 7 de junio          | 15:00                | Sin trasmisión |
| Libre: Caucheros FC | Libre: Caucheros FC | Libre: Caucheros FC | Libre: Caucheros FC     | Libre: Caucheros FC | Resultados oficiales |                |

| Flor de Patria    | 4-1               | Zamora FC         | José Alberto Pérez           | 13 de mayo        | 10:00                | Sin trasmisión |
| Caucheros FC      | 2-1               | Deportivo Táchira | Guillermo Soto Rosa          | 14 de mayo        | 10:00                | Sin trasmisión |
| Carabobo FC       | 1-2               | Zulia FC          | Polideportivo Misael Delgado | 14 de mayo        | 10:00                | Sin trasmisión |
| Libre: Secasports | Libre: Secasports | Libre: Secasports | Libre: Secasports            | Libre: Secasports | Resultados oficiales |                |

| Flor de Patria    | 0-0             | Caucheros FC    | José Alberto Pérez      | 20 de mayo      | 10:00                | Sin trasmisión |
| Deportivo Táchira | 2-0             | Zamora FC       | Alterna de Pueblo Nuevo | 21 de mayo      | 13:00                | Sin trasmisión |
| Secasports        | 1-3             | Carabobo FC     | Naguanagua Sport Park   | 21 de mayo      | 15:00                | Sin trasmisión |
| Libre: Zulia FC   | Libre: Zulia FC | Libre: Zulia FC | Libre: Zulia FC         | Libre: Zulia FC | Resultados oficiales |                |

| Zulia FC           | 1-6 | Flor de Patria    | Cancha La Victoria    | 24 de mayo  | 15:00 | Sin trasmisión |
| Secasports         | 1-1 | Deportivo Táchira | Naguanagua Sport Park | 7 de junio  | 15:00 | Sin trasmisión |
| Zamora FC          | 2-1 | Caucheros FC      | Fuerte Tavacare       | 12 de junio | 15:00 | Sin trasmisión |
| Libre: Carabobo FC |     |                   |                       |             |       |                |

| Flor de Patria    | 2-0              | Secasports       | José Alberto Pérez      | 27 de mayo       | 10:00                | Sin trasmisión |
| Caucheros FC      | 2-2              | Zulia FC         | Guillermo Soto Rosa     | 28 de mayo       | 10:00                | Sin trasmisión |
| Deportivo Táchira | 3-1              | Carabobo FC      | Alterna de Pueblo Nuevo | 28 de mayo       | 13:00                | Sin trasmisión |
| Libre: Zamora FC  | Libre: Zamora FC | Libre: Zamora FC | Libre: Zamora FC        | Libre: Zamora FC | Resultados oficiales |                |

| Zulia FC              | 2-6 | Deportivo Táchira | Cancha La Victoria    | 4 de junio | 10:00 | Sin trasmisión |
| Carabobo FC           | 1-2 | Caucheros FC      | Misael Delgado        | 4 de junio | 10:00 | Sin trasmisión |
| Secasports            | 1-2 | Zamora FC         | Naguanagua Sport Park | 4 de junio | 15:00 | Sin trasmisión |
| Libre: Flor de Patria |     |                   |                       |            |       |                |

| Carabobo FC              | 0-0 | Flor de Patria | Misael Delgado      | 11 de junio | 10:00 | Sin trasmisión |
| Caucheros FC             | 1-1 | Secasports     | Guillermo Soto Rosa | 11 de junio | 10:00 | Sin trasmisión |
| Zamora FC                | 3-1 | Zulia FC       | Fuerte Tavacare     | 11 de junio | 15:00 | Sin trasmisión |
| Libre: Deportivo Táchira |     |                |                     |             |       |                |

| Flor de Patria      | 6-1 | Deportivo Táchira | José Alberto Pérez    | 17 de junio | 10:00 | Sin trasmisión |
| Carabobo FC         | 3-0 | Zamora FC         | Misael Delgado        | 18 de junio | 10:00 | Sin trasmisión |
| Secasports          | 2-2 | Zulia FC          | Naguanagua Sport Park | 18 de junio | 15:00 | Sin trasmisión |
| Libre: Caucheros FC |     |                   |                       |             |       |                |

| Zulia FC          | 2-3 | Carabobo FC    | Cancha La Victoria      | 25 de junio | 10:00 |                |
| Deportivo Táchira | 2-1 | Caucheros FC   | Alterna de Pueblo Nuevo | 25 de junio | 13:00 | Sin trasmisión |
| Zamora FC         | 0-2 | Flor de Patria | Fuerte Tavacare         | 25 de junio | 15:00 | Sin trasmisión |
| Libre: Secasports |     |                |                         |             |       | Sin trasmisión |

| Caucheros FC    | 1-2 | Flor de Patria    | Guillermo Soto Rosa | 2 de julio | 10:00 | Sin trasmisión |
| Zamora FC       | 2-0 | Deportivo Táchira | Fuerte Tavacare     | 2 de julio | 15:00 | Sin trasmisión |
| Carabobo FC     | 1-2 | Secasports        | Misael Delgado      | 7 de julio | 10:00 | Sin trasmisión |
| Libre: Zulia FC |     |                   |                     |            |       |                |

| Caucheros FC       | 2-0 | Zamora FC  | Guillermo Soto Rosa     | 5 de julio  | 10:00 | Sin trasmisión |
| Flor de Patria     | 3-1 | Zulia FC   | José Alberto Pérez      | 5 de julio  | 10:00 | Sin trasmisión |
| Deportivo Táchira  | 3-0 | Secasports | Alterna de Pueblo Nuevo | 20 de julio | 13:00 | Sin trasmisión |
| Libre: Carabobo FC |     |            |                         |             |       |                |

| Carabobo FC      | 0-1 | Deportivo Táchira | Misael Delgado        | 9 de julio | 10:00 | Sin trasmisión |
| Zulia FC         | 0-2 | Caucheros FC      | Cancha La Victoria    | 9 de julio | 10:00 | Sin trasmisión |
| Secasports       | 0-2 | Flor de Patria    | Naguanagua Sport Park | 9 de julio | 15:00 | Sin trasmisión |
| Libre: Zamora FC |     |                   |                       |            |       |                |

| Caucheros FC          | 1-0 | Carabobo FC | Estadio Guillermo Soto Rosa | 16 de julio | 10:00 | Sin trasmisión |
| Deportivo Táchira     | 3-0 | Zulia FC    | Alterna de Pueblo Nuevo     | 16 de julio | 13:00 | Sin trasmisión |
| Zamora FC             | 0-0 | Secasports  | Estadio Reinaldo Melo       | 16 de julio | 15:00 | Sin trasmisión |
| Libre: Flor de Patria |     |             |                             |             |       |                |

| Flor de Patria          | 3-2 | Carabobo FC  | Estadio José Alberto Pérez | 23 de julio | 10:00 | Sin trasmisión |
| Zulia FC                | 2-1 | Zamora FC    | Cancha La Victoria         | 23 de julio | 10:00 | Sin trasmisión |
| Secasports              | 2-3 | Caucheros FC | Naguanagua Sport Park      | 23 de julio | 15:00 | Sin trasmisión |
| Libre:Deportivo Táchira |     |              |                            |             |       |                |

### Grupo Oriental
|   | Equipo                  | JJ | JG | JE | JP | GF | GC | DG  | PTS |
| - | ----------------------- | -- | -- | -- | -- | -- | -- | --- | --- |
| 1 | Estudiantes de Guárico  | 12 | 10 | 2  | 0  | 61 | 06 | +55 | 32  |
| 2 | Deportivo La Guaira     | 12 | 8  | 3  | 1  | 23 | 09 | +14 | 27  |
| 3 | Caracas FC              | 12 | 6  | 2  | 4  | 25 | 16 | +9  | 20  |
| 4 | Atlético Venezuela      | 12 | 5  | 2  | 5  | 15 | 22 | -7  | 17  |
| 5 | Deportivo Anzoátegui SC | 12 | 5  | 1  | 6  | 15 | 17 | -2  | 16  |
| 6 | Estudiantes de Caracas  | 12 | 1  | 2  | 9  | 11 | 37 | -26 | 05  |
| 7 | Lala FC                 | 12 | 1  | 0  | 11 | 09 | 50 | -41 | 03  |

#### Resultados
- Los horarios corresponden a la hora local de Venezuela (UTC-4)

Calendario sujeto a cambios
| Lala FC                     | 0-7 | Est. de Guárico | Centro Portugués | 6 de mayo | 9:00 | Sin trasmisión |
| Dvo La Guaira               | 2-2 | Atl. Venezuela  | C.D. Fray Luis   | 7 de mayo |      |                |
| Est. de Caracas             | 0-4 | Caracas FC      | Cancha UniMet    | 10:00     |      |                |
| Libre: Deportivo Anzoátegui |     |                 |                  |           |      |                |

| Dvo Anzoátegui                | 0-1 | Dvo La Guaira   | José Antonio Anzoátegui | 13 de mayo | 15:00 | Sin trasmisión |
| Caracas FC                    | 3-0 | Lala FC         | Concodrilo Sport Park   | 14 de mayo | 11:00 |                |
| Atl. Venezuela                | 0-0 | Est. de Caracas | Cancha Fuerte Tiuna     | 15:00      |       |                |
| Libre: Estudiantes de Guárico |     |                 |                         |            |       |                |

| Est. de Guárico | 2-1 | Caracas FC      | Alfredo Simonpietri | 20 de mayo | 10:00 | Sin trasmisión |
| Dvo La Guaira   | 3-0 | Est. de Caracas | C.D. Fray Luis      | 21 de mayo | 9:00  |                |
| Atl. Venezuela  | 0-2 | Dvo Anzoátegui  | Cancha Fuerte Tiuna | 21 de mayo | 15:00 |                |
| Libre: Lala FC  |     |                 |                     |            |       |                |

| Est. de Guárico   | 2-2 | Dvo La Guaira  | Alfredo Simonpietri | 24 de mayo | 17:00 | Sin trasmisión |
| Est. de Caracas   | 2-2 | Dvo Anzoátegui | Cancha UniMet       | 24 de mayo | 17:00 | Sin trasmisión |
| Lala FC           | 0-3 | Atl. Venezuela | Centro Portugués    | 24 de mayo | 17:00 | Sin trasmisión |
| Libre: Caracas FC |     |                |                     |            |       |                |

| Dvo Anzoátegui                | 2-0  | Lala FC         | José Antonio Anzoátegui | 27 de mayo | 15:00 | Sin trasmisión |
| Dvo La Guaira                 | 0-0  | Caracas FC      | C.D. Fray Luis          | 28 de mayo | 9:00  | Sin trasmisión |
| Atl. Venezuela                | 0-10 | Est. de Guárico | Cancha Fuerte Tiuna     | 28 de mayo | 15:00 | Sin trasmisión |
| Libre: Estudiantes de Caracas |      |                 |                         |            |       |                |

| Est. de Guárico           | 8-1 | Est. de Caracas | Alfredo Simonpietri   | 3 de junio | 10:00 | Sin trasmisión |
| Caracas FC                | 2-1 | Dvo Anzoátegui  | Concodrilo Sport Park | 4 de junio | 11:00 | Sin trasmisión |
| Lala FC                   | 0-3 | Dvo La Guaira   | Centro Portugués      | 4 de junio | 15:00 | Sin trasmisión |
| Libre: Atlético Venezuela |     |                 |                       |            |       |                |

| Dvo Anzoátegui             | 0-1 | Est. de Guárico | José Antonio Anzoátegui | 10 de junio | 15:00 | Sin trasmisión |
| Caracas FC                 | 1-0 | Atl. Venezuela  | Concodrilo Sport Park   | 11 de junio | 11:00 | Sin trasmisión |
| Est. de Caracas            | 4-3 | Lala FC         | Cancha UniMet           | 11 de junio | 10:00 | Sin trasmisión |
| Libre: Deportivo La Guaira |     |                 |                         |             |       |                |

| Est. de Guárico            | 13-0 | Lala FC         | Alfredo Simonpietri   | 17 de junio | 10:00 | Sin trasmisión |
| Atl. Venezuela             | 0-1  | Dvo La Guaira   | Cancha Fuerte Tiuna   | 18 de junio | 15:00 | Sin trasmisión |
| Caracas FC                 | 3-1  | Est. de Caracas | Concodrilo Sport Park | 18 de junio | 11:00 | Sin trasmisión |
| Libre:Deportivo Anzoátegui |      |                 |                       |             |       |                |

| Lala FC                       | 2-6 | Caracas FC     | Centro Portugués | 25 de junio | 9:00  | Sin trasmisión |
| Dvo La Guaira                 | 3-0 | Dvo Anzoátegui | C.D. Fray Luis   | 25 de junio | 9:00  | Sin trasmisión |
| Est. de Caracas               | 1-2 | Atl. Venezuela | Cancha UniMet    | 25 de junio | 10:00 | Sin trasmisión |
| Libre: Estudiantes de Guárico |     |                |                  |             |       |                |

| Dvo Anzoátegui  | 1-2 | Atl. Venezuela  | José Antonio Anzoátegui | 1 de julio | 15:00 | Sin trasmisión |
| Est. de Caracas | 0-1 | Dvo La Guaira   | Cancha UniMet           | 2 de julio | 10:00 | Sin trasmisión |
| Caracas FC      | 2-2 | Est. de Guárico | Concodrilo Sport Park   | 2 de julio | 11:00 | Sin trasmisión |
| Libre: Lala FC  |     |                 |                         |            |       |                |

| Dvo La Guaira     | 0-4 | Est. de Guárico | C.D. Fray Luis          | 5 de julio | 9:00  | Sin trasmisión |
| Dvo Anzoátegui    | 3-0 | Est. de Caracas | José Antonio Anzoátegui | 5 de julio | 15:00 | Sin trasmisión |
| Atl. Venezuela    | 3-0 | Lala FC         | Cancha Fuerte Tiuna     | 5 de julio | 15:00 | Sin trasmisión |
| Libre: Caracas FC |     |                 |                         |            |       |                |

| Est. de Guárico               | 0-3 | Atl. Venezuela | Estadio Alfredo Simonpietri | 9 de julio | 10:00 | Sin trasmisión |
| Lala FC                       | 1-2 | Dvo Anzoátegui | Centro Portugués            | 9 de julio | 9:00  | Sin trasmisión |
| Caracas FC                    | 1-3 | Dvo La Guaira  | Concodrilo Sport Park       | 9 de julio | 11:00 | Sin trasmisión |
| Libre: Estudiantes de Caracas |     |                |                             |            |       |                |

| Dvo Anzoátegui            | 2-1 | Caracas FC      | Estadio José Antonio Anzoátegui  | 16 de julio | 15:00 | Sin trasmisión |
| Dvo La Guaira             | 4-0 | Lala FC         | C.D. Fray Luis                   | 16 de julio | 9:00  | Sin trasmisión |
| Est. de Caracas           | 0-5 | Est. de Guárico | Cancha Universidad Metropolitana | 16 de julio | 10:00 | Sin trasmisión |
| Libre: Atlético Venezuela |     |                 |                                  |             |       |                |

| Lala FC                    | 3-2 | Est. de Caracas | Centro Portugués            | 23 de julio | 9:00  | Sin trasmisión |
| Est. de Guárico            | 4-0 | Dvo Anzoátegui  | Estadio Alfredo Simonpietri | 23 de julio | 10:00 | Sin trasmisión |
| Atl. Venezuela             | 4-1 | Caracas FC      | Cancha Fuerte Tiuna         | 23 de julio | 15:00 | Sin trasmisión |
| Libre: Deportivo La Guaira |     |                 |                             |             |       |                |

## Cuadro final
|  | Semifinales               | Semifinales               | Semifinales               |   |                        | Final                      | Final                      | Final                      |  |
|  | 2 de agosto y 6 de agosto | 2 de agosto y 6 de agosto | 2 de agosto y 6 de agosto |   |                        | 9 de agosto y 13 de agosto | 9 de agosto y 13 de agosto | 9 de agosto y 13 de agosto |  |
|  |                           |                           |                           |   |                        |                            |                            |                            |  |
|  |                           |                           |                           |   |                        |                            |                            |                            |  |
|  | Estudiantes de Guárico    | 1                         | 3                         |   |                        |                            |                            |                            |  |
|  | Estudiantes de Guárico    | 1                         | 3                         |   |                        |                            |                            |                            |  |
|  | Deportivo Táchira         | 1                         | 0                         |   |                        |                            |                            |                            |  |
|  | Deportivo Táchira         | 1                         | 0                         |   | Estudiantes de Guárico | 0                          | 2                          |                            |  |
|  |                           |                           |                           |   | Estudiantes de Guárico | 0                          | 2                          |                            |  |
|  |                           |                           | Flor de Patria            | 0 | 1                      |                            |                            |                            |  |
|  | Flor de Patria            | 0                         | Flor de Patria            | 0 | 1                      | 2                          |                            |                            |  |
|  | Flor de Patria            | 0                         |                           |   |                        | 2                          |                            |                            |  |
|  | Deportivo La Guaira       | 0                         | 0                         |   |                        |                            |                            |                            |  |
|  | Deportivo La Guaira       | 0                         | 0                         |   |                        |                            |                            |                            |  |
|  |                           |                           |                           |   |                        |                            |                            |                            |  |

### Semifinal

#### Estudiantes de Guárico - Deportivo Táchira
| 2 de agosto de 2017, 15:00 | Deportivo Táchira  | 1:1 (0:1) | Estudiantes de Guárico | Alterna Pueblo Nuevo, San Cristóbal |                          |
|                            | Sandra Luzardo 52' |           | Leury Basanta 34'      | Árbitro(s): María Herran            | Árbitro(s): María Herran |

| 6 de agosto de 2017, 10:00 | Estudiantes de Guárico            | 3:0 | Deportivo Táchira | Alfredo Simonpetri, Calabozo |             |
|                            | Milagros Mendoza · Jeismar Cabeza |     |                   | Árbitro(s):                  | Árbitro(s): |

#### Flor de Patria - Deportivo La Guaira
| 2 de agosto de 2017, 13:00 | Deportivo La Guaira | 0:0 | Flor de Patria | C.D Fray Luis, Caracas                                   |  |
|                            |                     |     |                | Asistencia: 448 espectadores Árbitro(s): Jessica Hidalgo |  |

| 6 de agosto de 2017, 10:00 | Flor de Patria                        | 2:0 (1:0) | Deportivo La Guaira | José Alberto Pérez, Valera                                |                                                           |
|                            | Emily Andrade 31' · Paoli Cabrera 80' |           |                     | Asistencia: 480 espectadores Árbitro(s): Isabel Rodríguez | Asistencia: 480 espectadores Árbitro(s): Isabel Rodríguez |

### Final

#### Estudiantes de Guárico - Flor de Patria
| 13 de agosto de 2017, 10:00 | Flor de Patria | 0:0 | Estudiantes de Guárico | José Alberto Pérez, Valera                             |  |
|                             |                |     |                        | Asistencia: 700 espectadores Árbitro(s): Isley Delgado |  |

| 9 de agosto de 2017, 15:00 | Estudiantes de Guárico                        | 2:1 (1:0) | Flor de Patria         | Alfredo Simonpetri, Calabozo                               |                                                            |
|                            | Maikerlin Astudillo 45' · Clarinés Alcina 78' |           | Diana Verde 79' (pen.) | Asistencia: 1.820 espectadores Árbitro(s): Emilkar Caldera | Asistencia: 1.820 espectadores Árbitro(s): Emilkar Caldera |

| Campeón                                            |
| Estudiantes de Guárico Torneo Apertura 2016 (SFFV) |

## Cupo para la Copa Libertadores 2017
El equipo Estudiantes de Guárico, campeón del Torneo Apertura de la Superliga, se enfrenta a Flor de Patria, campeón del Torneo Clausura de la Liga Nacional 2016, para disputar el cupo internacional.
| # de agosto de 2017, 00:00 | Estudiantes de Guárico | 2:1 | Flor de Patria Fútbol Club |  |  |

| # de agosto de 2017, 00:00 | Flor de Patria Fútbol Club | 2:4 | Estudiantes de Guárico |  |  |

| Clasifica                                                          |
| Bandera del estado Guárico                                         |
| Estudiantes de Guárico Clasifica a Copa Libertadores Femenina 2017 |

## Clausura

### Grupo Occidental
|   | Equipo            | JJ | JG | JE | JP | GF | GC | DG  | PTS |
| - | ----------------- | -- | -- | -- | -- | -- | -- | --- | --- |
| 1 | Flor de Patria FC | 12 | 9  | 2  | 1  | 29 | 13 | +16 | 29  |
| 2 | Seca SC           | 12 | 7  | 2  | 3  | 22 | 08 | +14 | 23  |
| 3 | Zulia FC          | 12 | 7  | 1  | 4  | 32 | 19 | +13 | 22  |
| 4 | Zamora FC         | 12 | 6  | 3  | 3  | 26 | 17 | +8  | 21  |
| 5 | Caucheros FC      | 12 | 3  | 2  | 7  | 17 | 24 | -6  | 11  |
| 6 | Deportivo Táchira | 12 | 2  | 3  | 7  | 10 | 26 | -16 | 9   |
| 7 | Carabobo FC       | 12 | 1  | 1  | 10 | 09 | 38 | -29 | 4   |

#### Resultados
- Los horarios corresponden a la hora local de Venezuela (UTC-4)

Calendario sujeto a cambios
| Secasports          | 1-0 | Zulia FC          | Naguanagua Sport Park | 11 de octubre |  |  |
| Flor de Patria      | 0-1 | Deportivo Táchira | José Alberto Pérez    | 11 de octubre |  |  |
| Carabobo FC         | 0-4 | Zamora FC         | Misael Delgado        | 11 de octubre |  |  |
| Libre: Caucheros FC |     |                   |                       |               |  |  |

| Zamora FC         | 1-1 | Flor de Patria | Fuerte Tavacare         | 18 de octubre |  |  |
| Deportivo Táchira | 0-5 | Caucheros FC   | Alterna de Pueblo Nuevo | 18 de octubre |  |  |
| Zulia FC          | 5-1 | Carabobo FC    | Cancha La Victoria      | 18 de octubre |  |  |
| Libre: Secasports |     |                |                         |               |  |  |

| Caucheros FC    | 2-3 | Flor de Patria    | Guillermo Soto Rosa | 17 de septiembre |  |  |
| Zamora FC       | 3-2 | Deportivo Táchira | Fuerte Tavacare     | 17 de septiembre |  |  |
| Carabobo FC     | 1-4 | Secasports        | Misael Delgado      | 17 de septiembre |  |  |
| Libre: Zulia FC |     |                   |                     |                  |  |  |

| Flor de Patria     | 3-2 | Zulia FC   | José Alberto Pérez      | 20 de septiembre |  |  |
| Deportivo Táchira  | 1-0 | Secasports | Alterna de Pueblo Nuevo | 20 de septiembre |  |  |
| Caucheros FC       | 0-3 | Zamora FC  | Guillermo Soto Rosa     | 20 de septiembre |  |  |
| Libre: Carabobo FC |     |            |                         |                  |  |  |

| Secasports       | 2-0 | Flor de Patria    | Naguanagua Sport Park | 24 de septiembre |  |  |
| Zulia FC         | 3-2 | Caucheros FC      | Cancha La Victoria    | 24 de septiembre |  |  |
| Carabobo FC      | 0-0 | Deportivo Táchira | Misael Delgado        | 24 de septiembre |  |  |
| Libre: Zamora FC |     |                   |                       |                  |  |  |

| Deportivo Táchira     | 1-1 | Zulia FC    | Alterna de Pueblo Nuevo | 1 de octubre |  |  |
| Caucheros FC          | 3-0 | Carabobo FC | Guillermo Soto Rosa     | 1 de octubre |  |  |
| Zamora FC             | 2-2 | Secasports  | Fuerte Tavacare         | 1 de octubre |  |  |
| Libre: Flor de Patria |     |             |                         |              |  |  |

| Flor de Patria           | 6-1 | Carabobo FC  | José Alberto Pérez    | 8 de octubre |  |  |
| Secasports               | 5-2 | Caucheros FC | Naguanagua Sport Park | 8 de octubre |  |  |
| Zulia FC                 | 2-3 | Zamora FC    | Cancha La Victoria    | 8 de octubre |  |  |
| Libre: Deportivo Táchira |     |              |                       |              |  |  |

| Deportivo Táchira   | 0-1 | Flor de Patria | Alterna de Pueblo Nuevo | 25 de octubre |  |  |
| Zamora FC           | 3-1 | Carabobo FC    | Fuerte Tavacare         | 25 de octubre |  |  |
| Zulia FC            | 1-0 | Secasports     | Cancha La Victoria      | 25 de octubre |  |  |
| Libre: Caucheros FC |     |                |                         |               |  |  |

| Carabobo FC       | 1-2 | Zulia FC          | Misael Delgado      | 21 de noviembre |  |  |
| Caucheros FC      | 1-0 | Deportivo Táchira | Guillermo Soto Rosa | 21 de noviembre |  |  |
| Flor de Patria    | 3-1 | Zamora FC         | José Alberto Pérez  | 21 de noviembre |  |  |
| Libre: Secasports |     |                   |                     |                 |  |  |

| Flor de Patria    | 1-1 | Caucheros FC | José Alberto Pérez      | 28 de noviembre |  |  |
| Deportivo Táchira | 1-1 | Zamora FC    | Alterna de Pueblo Nuevo | 29 de noviembre |  |  |
| Secasports        | 4-0 | Carabobo FC  | Naguanagua Sport Park   | 29 de noviembre |  |  |
| Libre: Zulia FC   |     |              |                         |                 |  |  |

| Zamora FC          | 3-1 | Caucheros FC      | Fuerte Tavacare       | 1 de noviembre |  |  |
| Zulia FC           | 2-4 | Flor de Patria    | Cancha La Victoria    | 1 de noviembre |  |  |
| Secasports         | 3-0 | Deportivo Táchira | Naguanagua Sport Park | 1 de noviembre |  |  |
| Libre: Carabobo FC |     |                   |                       |                |  |  |

| Deportivo Táchira | 5-0 | Carabobo FC | Alterna de Pueblo Nuevo | 5 de noviembre |  |  |
| Caucheros FC      | 1-3 | Zulia FC    | Guillermo Soto Rosa     | 5 de noviembre |  |  |
| Flor de Patria    | 2-0 | Secasports  | José Alberto Pérez      | 4 de noviembre |  |  |
| Libre: Zamora FC  |     |             |                         |                |  |  |

| Carabobo FC           | VS | Caucheros FC      | Misael Delgado        |  |  |  |
| Zulia FC              | VS | Deportivo Táchira | Cancha La Victoria    |  |  |  |
| Secasports            | VS | Zamora FC         | Naguanagua Sport Park |  |  |  |
| Libre: Flor de Patria |    |                   |                       |  |  |  |

| Carabobo FC             | VS | Flor de Patria | Misael Delgado      |  |  |  |
| Zamora FC               | VS | Zulia FC       | Fuerte Tavacare     |  |  |  |
| Caucheros FC            | VS | Secasports     | Guillermo Soto Rosa |  |  |  |
| Libre:Deportivo Táchira |    |                |                     |  |  |  |

### Grupo Oriental
|   | Equipo                  | JJ | JG | JE | JP | GF | GC | DG  | PTS |
| - | ----------------------- | -- | -- | -- | -- | -- | -- | --- | --- |
| 1 | Estudiantes de Guárico  | 12 | 10 | 2  | 0  | 63 | 03 | +60 | 32  |
| 2 | Deportivo La Guaira     | 12 | 8  | 3  | 1  | 29 | 11 | +18 | 27  |
| 3 | Caracas FC              | 12 | 6  | 4  | 2  | 35 | 11 | +24 | 22  |
| 4 | Atlético Venezuela      | 12 | 4  | 3  | 5  | 17 | 16 | +1  | 15  |
| 5 | Lala FC                 | 12 | 5  | 0  | 7  | 21 | 43 | -22 | 15  |
| 6 | Estudiantes de Caracas  | 12 | 2  | 1  | 9  | 14 | 39 | -25 | 7   |
| 7 | Deportivo Anzoátegui SC | 12 | 0  | 1  | 11 | 05 | 61 | -56 | 1   |

#### Resultados
- Los horarios corresponden a la hora local de Venezuela (UTC-4)

Calendario sujeto a cambios
| Est. de Guárico             | Reproramado | Lala FC         | Alfredo Simonpietri   | 11 de octubre |  |  |
| Atl. Venezuela              | 0-2         | Dvo La Guaira   | Cancha Fuerte Tiuna   | 11 de octubre |  |  |
| Caracas FC                  | 4-1         | Est. de Caracas | Concodrilo Sport Park | 11 de octubre |  |  |
| Libre: Deportivo Anzoátegui |             |                 |                       |               |  |  |

| Dvo La Guaira                 | 7-0 | Dvo Anzoátegui | C.D. Fray Luis   | 18 de octubre |  |  |
| Lala FC                       | 0-7 | Caracas FC     | Centro Portugués | 18 de octubre |  |  |
| Est. de Caracas               | 1-1 | Atl. Venezuela | Cancha UniMet    | 18 de octubre |  |  |
| Libre: Estudiantes de Guárico |     |                |                  |               |  |  |

| Caracas FC      | 0-2 | Est. de Guárico | Concodrilo Sport Park   | 17 de septiembre |  |  |
| Est. de Caracas | 0-2 | Dvo La Guaira   | Cancha UniMet           | 17 de septiembre |  |  |
| Dvo Anzoátegui  | 1-4 | Atl. Venezuela  | José Antonio Anzoátegui | 16 de septiembre |  |  |
| Libre: Lala FC  |     |                 |                         |                  |  |  |

| Dvo La Guaira     | 0-2 | Est. de Guárico | C.D. Fray Luis          | 20 de septiembre |  |  |
| Dvo Anzoátegui    | 2-4 | Est. de Caracas | José Antonio Anzoátegui | 20 de septiembre |  |  |
| Atl. Venezuela    | 3-0 | Lala FC         | Cancha Fuerte Tiuna     | 20 de septiembre |  |  |
| Libre: Caracas FC |     |                 |                         |                  |  |  |

| Lala FC                       | 3-0 | Dvo Anzoátegui | Centro Portugués            | 24 de septiembre |  |  |
| Caracas FC                    | 1-2 | Dvo La Guaira  | Concodrilo Sport Park       | 24 de septiembre |  |  |
| Est. de Guárico               | 1-0 | Atl. Venezuela | Estadio Alfredo Simonpietri | 23 de septiembre |  |  |
| Libre: Estudiantes de Caracas |     |                |                             |                  |  |  |

| Est. de Caracas           | 0-5 | Est. de Guárico | Cancha UniMet           | 27 de septiembre |  |  |
| Dvo Anzoátegui            | 0-0 | Caracas FC      | José Antonio Anzoátegui | 1 de octubre     |  |  |
| Dvo La Guaira             | 3-1 | Lala FC         | C.D. Fray Luis          | 1 de octubre     |  |  |
| Libre: Atlético Venezuela |     |                 |                         |                  |  |  |

| Est. de Guárico            | 4-1 | Dvo Anzoátegui  | Alfredo Simonpetri    |              |  |  |
| Atl. Venezuela             | 1-1 | Caracas FC      | Concodrilo Sport Park | 8 de octubre |  |  |
| Lala FC                    | 5-2 | Est. de Caracas | Centro Portugués      | 8 de octubre |  |  |
| Libre: Deportivo La Guaira |     |                 |                       |              |  |  |

| Lala FC                    | Reprogramado | Est. de Guárico | Centro Portugués |               |  |  |
| Dvo La Guaira              | 1-1          | Atl. Venezuela  | C.D. Fray Luis   | 25 de octubre |  |  |
| Est. de Caracas            | 1-2          | Caracas FC      | Cancha UniMet    | 25 de octubre |  |  |
| Libre:Deportivo Anzoátegui |              |                 |                  |               |  |  |

| Caracas FC                    | 8-2          | Lala FC         | Concodrilo Sport Park   | 21 de noviembre |  |  |
| Dvo Anzoátegui                | No Realizado | Dvo La Guaira   | José Antonio Anzoátegui | 21 de noviembre |  |  |
| Atl. Venezuela                | 3-1          | Est. de Caracas | Cancha Fuerte Tiuna     | 21 de noviembre |  |  |
| Libre: Estudiantes de Guárico |              |                 |                         |                 |  |  |

| Atl. Venezuela  | 3-1 | Dvo Anzoátegui  | Cancha Fuerte Tiuna | 29 de noviembre |  |  |
| Dvo La Guaira   | 2-1 | Est. de Caracas | C.D. Fray Luis      | 29 de noviembre |  |  |
| Est. de Guárico | 0-0 | Caracas FC      | Alfredo Simonpetri  | 28 de noviembre |  |  |
| Libre: Lala FC  |     |                 |                     |                 |  |  |

| Est. de Guárico   | 4-2 | Dvo La Guaira  | Alfredo Simonpetri | 1 de noviembre |  |  |  |
| Est. de Caracas   | 2-0 | Dvo Anzoátegui | Cancha UniMet      | 1 de noviembre |  |  |  |
| Lala FC           | 3-0 | Atl. Venezuela | Centro Portugués   | 1 de noviembre |  |  |  |
| Libre: Caracas FC |     |                |                    |                |  |  |  |

| Dvo Anzoátegui                | 1-2 | Lala FC         | José Antonio Anzoátegui | 4 de noviembre |  |  |
| Atl. Venezuela                | 0-2 | Est. de Guárico | Cancha Fuerte Tiuna     | 5 de noviembre |  |  |
| Dvo La Guaira                 | 1-1 | Caracas FC      | C.D. Fray Luis          | 5 de noviembre |  |  |
| Libre: Estudiantes de Caracas |     |                 |                         |                |  |  |

| Caracas FC                | VS | Dvo Anzoátegui  | Concodrilo Sport Park |  |  |  |
| Lala FC                   | VS | Dvo La Guaira   | Centro Portugués      |  |  |  |
| Est. de Guárico           | VS | Est. de Caracas | Alfredo Simonpetri    |  |  |  |
| Libre: Atlético Venezuela |    |                 |                       |  |  |  |

| Est. de Caracas            | VS | Lala FC         | Cancha UniMet           |  |  |  |
| Dvo Anzoátegui             | VS | Est. de Guárico | José Antonio Anzoátegui |  |  |  |
| Caracas FC                 | VS | Atl. Venezuela  | Concodrilo Sport Park   |  |  |  |
| Libre: Deportivo La Guaira |    |                 |                         |  |  |  |

## Cuadro final
|  | Semifinales                      | Semifinales                      | Semifinales                      |   |                        | Final               | Final               | Final               |  |
|  | 30 de noviembre y 3 de diciembre | 30 de noviembre y 3 de diciembre | 30 de noviembre y 3 de diciembre |   |                        | 6 y 13 de diciembre | 6 y 13 de diciembre | 6 y 13 de diciembre |  |
|  |                                  |                                  |                                  |   |                        |                     |                     |                     |  |
|  |                                  |                                  |                                  |   |                        |                     |                     |                     |  |
|  | Estudiantes de Guárico           | 5                                | 7                                |   |                        |                     |                     |                     |  |
|  | Estudiantes de Guárico           | 5                                | 7                                |   |                        |                     |                     |                     |  |
|  | Seca SC                          | 0                                | 1                                |   |                        |                     |                     |                     |  |
|  | Seca SC                          | 0                                | 1                                |   | Estudiantes de Guárico | 5                   | 0                   |                     |  |
|  |                                  |                                  |                                  |   | Estudiantes de Guárico | 5                   | 0                   |                     |  |
|  |                                  |                                  | Flor de Patria                   | 0 | 0                      |                     |                     |                     |  |
|  | Flor de Patria                   | 0                                | Flor de Patria                   | 0 | 0                      | 1                   |                     |                     |  |
|  | Flor de Patria                   | 0                                |                                  |   |                        | 1                   |                     |                     |  |
|  | Deportivo La Guaira              | 0                                | 0                                |   |                        |                     |                     |                     |  |
|  | Deportivo La Guaira              | 0                                | 0                                |   |                        |                     |                     |                     |  |
|  |                                  |                                  |                                  |   |                        |                     |                     |                     |  |

### Semifinal

#### Estudiantes de Guárico-Seca SC
| 30 de noviembre de 2017, 15:00 | Seca SC                                                                   | 0:5 (0:2) | Estudiantes de Guárico |             |             |
|                                | Vanessa Maurera 23' 67' · Paola Villamizar 35' 78' · Cinthia Zarabia 76'' |           |                        | Árbitro(s): | Árbitro(s): |

| 3 de diciembre de 2017, 13:00 | Estudiantes de Guárico | 7:1 (2:0) | Seca SC              |             |             |
|                               | Paola Villamizar 18' 86' · Vanessa Maurera 23' · Jeismar Cabeza 49' · Michael Loreto 68' · Danny Rodríguez 76' · Keisi Rondón 88' |           | Norelis Coronel 65'' | Árbitro(s): | Árbitro(s): |

#### Flor de Patria-Deportivo La Guaira
| 30 de noviembre de 2017, 13:00 | Deportivo La Guaira | 0:0 | Flor de Patria | Estadio Alfredo Simonpietri, Calabozo |  |
|                                |                     |     |                | Árbitro(s): Emilkar Caldera           |  |

| 3 de diciembre de 2017, 15:00 | Flor de Patria    | 1:0 (0:0) | Deportivo La Guaira | Complejo Polideportivo Jorge Azuaje, |             |
|                               | Paoli Cabrera 61' |           |                     | Árbitro(s):                          | Árbitro(s): |

### Final

#### Estudiantes de Guárico-Flor de Patria
| 7 de diciembre de 2017, 13:00 | Estudiantes de Guárico                                                                                        | 5:0 (0:0) | Flor de Patria | Estadio Alfredo Simonpietri, Calabozo |             |
|                               | Cinthia Zarabia 60' · Paola Villamizar 65' · Leurys Basanta 72' · Nairelis Gutiérrez 82' · Jeismar Cabeza 86' |           |                | Árbitro(s):                           | Árbitro(s): |

| 13 de diciembre de 2017, 10:00 | Flor de Patria | 0:0 (0:0) | Estudiantes de Guárico | Estadio José Alberto Pérez, Valera |  |
|                                |                |           |                        | Árbitro(s):                        |  |

| Campeón                                            |
| Estudiantes de Guárico Torneo Clausura 2017 (SFFV) |

### Final Absoluta
| Campeón                                                              |
| Estudiantes de Guárico Por ganar ambos torneos Final Absoluta (SFFV) |

## Estadísticas

### Goleadoras
| Posición | Jugador           | Club                   | Goles |
| -------- | ----------------- | ---------------------- | ----- |
| 1        | Paola Villamizar  | Estudiantes de Guárico | 42    |
| 2        | Paoli Cabrera     | Flor de Patria FC      | 20    |
| 3        | Yannellys Román   | Caracas FC             | 18    |
| 4        | Michelle Romero   | Zulia FC               | 14    |
| 5        | Yoleidis Lizcano  | Estudiantes de Caracas | 12    |
| 6        | Clarines Arcina   | Estudiantes de Guárico | 8     |
| 6        | Vanessa Maurera   | Estudiantes de Guárico | 8     |
| 8        | Andreína Bastidas | Caucheros FC           | 5     |
| 8        | Isabel Massa      | Deportivo La Guaira    | 5     |

Fuenteː

### Asistencias
| Posición | Jugador          | Club                   | Asist |
| -------- | ---------------- | ---------------------- | ----- |
| 1        | Paola Villamizar | Estudiantes de Guárico | 27    |

## Premios
| Jornada | Jugadora         | Equipo                 |
| ------- | ---------------- | ---------------------- |
| 1       | Paola Villamizar | Estudiantes de Guárico |
| 2       | Paoli Cabrera    | Flor de Patria         |
| 3       | Yuseanny Reyes   | Carabobo FC            |
| 4       |                  |                        |
| 5       | Paola Villamizar | Estudiantes de Guárico |
| 6       | Yuliana Caile    | Deportivo Táchira      |
| 7       | Yoleidis Lizcano | Estudiantes de Caracas |
| 8       |                  |                        |
| 9       |                  |                        |
| 10      | Meibi Mesa       | Flor de Patria FC      |
| 11      | Carla Carvalho   | Atlético Venezuela CF  |
| 12      | Isabel Massa     | Deportivo La Guaira FC |
| 13      | Samy Castellano  | Deportivo Anzoátegui   |
| 14      | Ariannys Oropeza | Atlético Venezuela CF  |

| Jornada | Jugadora         | Equipo            |
| ------- | ---------------- | ----------------- |
| 1       |                  |                   |
| 2       |                  |                   |
| 3       | Joemar Guarecuco | Zamora FC         |
| 4       |                  |                   |
| 5       | Yuriana Ávila    | Zulia FC          |
| 6       | Camila Pescatore | Seca SC           |
| 7       | Ivonne Campos    | Seca SC           |
| 8       | Yngrid Sosa      | Caracas FC        |
| 9       | Meibi Mesa       | Flor de Patria FC |
| 10      | Nohelis Coronel  | Seca SC           |
| 11      |                  |                   |
| 12      |                  |                   |
| 13      | Michelle Romero  | Zulia FC          |
| 14      |                  |                   |

### Mejor Jugadora
| Jugador          | Club                   |
| ---------------- | ---------------------- |
| Paola Villamizar | Estudiantes de Guárico |